# Neomochtherus sercove
Neomochtherus sercove är en tvåvingeart som beskrevs av Pavel Lehr 1964. Neomochtherus sercove ingår i släktet Neomochtherus och familjen rovflugor. Inga underarter finns listade i Catalogue of Life.